# Temporada 1956 de la NFL
La Temporada 1956 de la NFL fue la 37.ª en la historia de la NFL. CBS se convirtió en la primera cadena
en televisar algunos partidos de temporada regular en toda la nación. Mientras tanto, la liga comenzó a utilizar una balón de cuero natural con
rayas blancas finales, en lugar del balón blanco con rayas negras, para los juegos de la noche.
La temporada finalizó cuando los New York Giants vencieron a los Chicago Bears 47-7 por el juego de campeonato de la NFL.

## Principales cambios en las reglas
- Es ilegal para agarrar mascarilla de un oponente (que no sea el portador de la pelota).
- El uso de receptores de radio para comunicarse con los jugadores en el campo está prohibido.
- El balón de juego de la noche fue cambiado de color blanco con rayas negras al marrón con rayas blancas.

## Carrera de Conferencia
Los Lions y los Cardinals tuvieron una mala temporada en 1955, (3-9 y 4-7-1 respectivamente), pero ambos se pero ambos mejoraron
sustancialmente este año y terminaron en segundo lugar en sus conferencias.
Los Cardinals tuvieron su mejor comienzo de la historia (4-0), hasta que los Redskins los vencieron 17-14 el 28 de octubre. a mitad de
temporada , ellos y los Giants tuvieron un registro de 5-1. En la Conferencia del Oeste, los Lions manadaban con un comienzo 6-0. En la Semana
Siete (11 de noviembre), los Giants llegaron a la punta con una victoria por 23-10 sobre las Cards. En Washington, los Lions finalmente perdió.
Atrapado en su propia yarda 1, Yale Lary tomó un safety con el fin de conseguir un tiro libre. Eso, y un gol de campo de Sam Baker,
dio a los Redskins una ventaja de 18-10 para poner el juego fuera del alcance, y los Lions perdieron 18-17. Los Bears, que habían perdido su
primer partido en Baltimore, 28-21, vencieron 38-14 a Green Bay en su sexto partido consecutivo, igualando la marca de Detroit (6-1).
En Semana Nueve, los Lions perdieron su juego del Día de Acción de Gracias, Tobin Rote guio a Green Bay co0n tres anotaciones en el último
cuarto en la victoria por 24-20. El domingo 25, los Cards vencieron a Pittsburgh 38-27 y puso a medio juego. Los Bears empataron con los Giants
17-17, ya que Harlon Colina atrapó un desesperado pase de touchdown de 56 yardas de Ed Brown en los instantes finales. Tanto los Bears
y los Giants siguieron al frente de sus conferencias, pero solo por medio juego.
Los Cards perdieron los dos siguientes juegos y cualquier oportunidad por el título del Este, que aseguraron los Giants, en parte debido a una
victoria por 28-14 sobre Washington el 2 de diciembre. En el Oeste la lucha fue entre los Bears y Lions. En la Semana Diez (2 de diciembre),
los Lions derrotaron a los Bears 42-10, para tomar la delantera. Cuando ambos equipos ganaron la semana siguiente, la lucha por el campeonato
se definió el 16 de diciembre, en el último partido de la temporada, con Detroit Lions en 9-2 visitando a los Bears de Chicago en 8-2-1, que
querían vengar la derrota anterior. El juego en el Wrigley Field estuvo marcado por numerosas peleas, incluyendo peleas cuerpo a cuerpo en el
cuarto cuarto con la participación de los jugadores, fanes y la policía
y un golpe vicioso por detrás del jugador de los Bears Ed Meadows que sacó del juego al quarterback de Detroit Bobby Layne debido a
una conmoción cerebral. Por lo tanto, los Bears lograron su venganza con una victoria 38-21. Después de entrenador de los Lions Buddy Parker
apeló al comisionado para aplicar castigos ya que fueron víctimas del juego sucio del jugador de los Bears George Halas, mas no hubo
sanción.
| Semana | Oeste                    |       | Este                        |       |
| ------ | ------------------------ | ----- | --------------------------- | ----- |
| 1      | 3 equipos (Bal, Det, LA) | 1–0–0 | 3 equipos (Cards, NYG, Pit) | 1–0–0 |
| 2      | Detroit Lions            | 2–0–0 | Chicago Cardinals           | 2–0–0 |
| 3      | Detroit Lions            | 3–0–0 | Chicago Cardinals           | 3–0–0 |
| 4      | Detroit Lions            | 4–0–0 | Chicago Cardinals           | 4–0–0 |
| 5      | Detroit Lions            | 5–0–0 | Empate (Cards, NYG)         | 4–1–0 |
| 6      | Detroit Lions            | 6–0–0 | Empate (Cards, NYG)         | 5–1–0 |
| 7      | Empate (Bears, Lions)    | 6–1–0 | New York Giants             | 6–1–0 |
| 8      | Empate (Bears, Lions)    | 7–1–0 | New York Giants             | 6–2–0 |
| 9      | Chicago Bears            | 6–2–1 | New York Giants             | 7–1–1 |
| 10     | Detroit Lions            | 8–2–0 | New York Giants             | 7–2–1 |
| 11     | Detroit Lions            | 9–2–0 | New York Giants             | 7–3–1 |
| 12     | Chicago                  | 9–2–1 | N.Y. Giants                 | 8–3–1 |

## Temporada regular
V = Victorias, D = Derrotas, E = Empates, CTE = Cociente de victorias, PF= Puntos a favor, PC = Puntos en contra
Nota: Los juegos empatados no fueron contabilizados de manera oficial en las posiciones hasta 1972
| New York Giants     | 8 | 3 | 1 | .727 | 264 | 197 |
| Chicago Cardinals   | 7 | 5 | 0 | .583 | 240 | 182 |
| Washington Redskins | 6 | 6 | 0 | .500 | 183 | 225 |
| Cleveland Browns    | 5 | 7 | 0 | .417 | 167 | 177 |
| Pittsburgh Steelers | 5 | 7 | 0 | .417 | 217 | 250 |
| Philadelphia Eagles | 3 | 8 | 1 | .273 | 143 | 215 |

| Chicago Bears       | 9 | 2 | 1 | .818 | 363 | 246 |
| Detroit Lions       | 9 | 3 | 0 | .750 | 300 | 188 |
| San Francisco 49ers | 5 | 6 | 1 | .455 | 233 | 284 |
| Baltimore Colts     | 5 | 7 | 0 | .417 | 270 | 322 |
| Green Bay Packers   | 4 | 8 | 0 | .333 | 264 | 342 |
| Los Angeles Rams    | 4 | 8 | 0 | .333 | 291 | 307 |

## Juego de Campeonato
- New York Giants 47, Chicago Bears 7 , 30 de diciembre de 1956, Yankee Stadium, New York, New York

## Líderes de la liga
| Estadísticas | Nombre       | Equipo        | Yardas |
| ------------ | ------------ | ------------- | ------ |
| Pasando      | Tobin Rote   | Green Bay     | 2203   |
| Corriendo    | Rick Casares | Chicago Bears | 1126   |
| Recibiendo   | Billy Howton | Green Bay     | 1188   |